# Reuzenotter
De reuzenotter (Pteronura brasiliensis), in Suriname ook wel grote waterhond genoemd, is een Zuid-Amerikaanse ottersoort. Dit dier is de grootste ottersoort en behoort samen met de veelvraat en de zeeotter tot de grootste marterachtigen. De reuzenotter is de enige soort uit het geslacht Pteronura.
De mannetjes bereiken een lengte van 1,5 tot 1,8 meter; de vrouwtjes blijven iets kleiner. De otter leeft in zoet water in een groot deel van Zuid-Amerika en is een bewoner van tropische gebieden. Het voedsel bestaat uit diverse waterdieren, vooral vis. De reuzenotter is een bedreigde diersoort die afhankelijk is van bescherming.

## Taxonomie en ontwikkeling
Er worden tegenwoordig twee ondersoorten van de reuzenotter onderscheiden; Pteronura brasiliensis brasiliensis (Gmelin, 1788) en Pteronura brasiliensis paraguensis (Schinz, 1821) of paranensis (Rengger, 1830).
De ondersoort P.b. brasiliensis komt voor in het noordelijk gedeelte van het verspreidingsgebied, waaronder het Orinocogebied, de Amazone en de Guyana's. P.b. paraguensis zou voorkomen in Paraguay, Uruguay, het zuiden van Brazilië en het noordoosten van Argentinië, maar aangenomen wordt dat deze ondersoort in een aantal van deze gebieden inmiddels is uitgestorven.
P.b. paraguensis zou kleiner zijn en een afwijkende dentitie en schedelvorm hebben in vergelijking met P.b. brasiliensis. De indeling in ondersoorten is echter niet zonder kritiek. In 1997 stelden Carter en Rosas dat beide vermeende ondersoorten wel erg op elkaar leken. Ook Nicole Duplaix noemde de indeling in ondersoorten van beperkte waarde.
Aangenomen wordt dat Satherium, een inmiddels uitgestorven geslacht, de voorouder was van de huidige soorten. In het Plioceen of vroege Pleistoceen zou deze naar de huidige Amerikaanse continenten gemigreerd zijn. Hoewel de reuzenotter samen met drie van de vier andere leden van het Amerikaanse ottergeslacht voorkomt, wordt aangenomen dat de reuzenotter zich onafhankelijk van deze otters heeft ontwikkeld. Mogelijk is de in Azië voorkomende Slanke otter (Lutrogale perspicillata) de nauwst verwante nog voorkomende andere ottersoort. Opvallend zijn in elk geval de overeenkomsten in gedrag, geluid en schedelvorm.
Genetisch onderzoek suggereert dat de reuzenotter tussen 5 en 11 miljoen jaar geleden van de andere otters is afgesplitst en hiermee een afzonderlijke clade vormt.

## Kenmerken

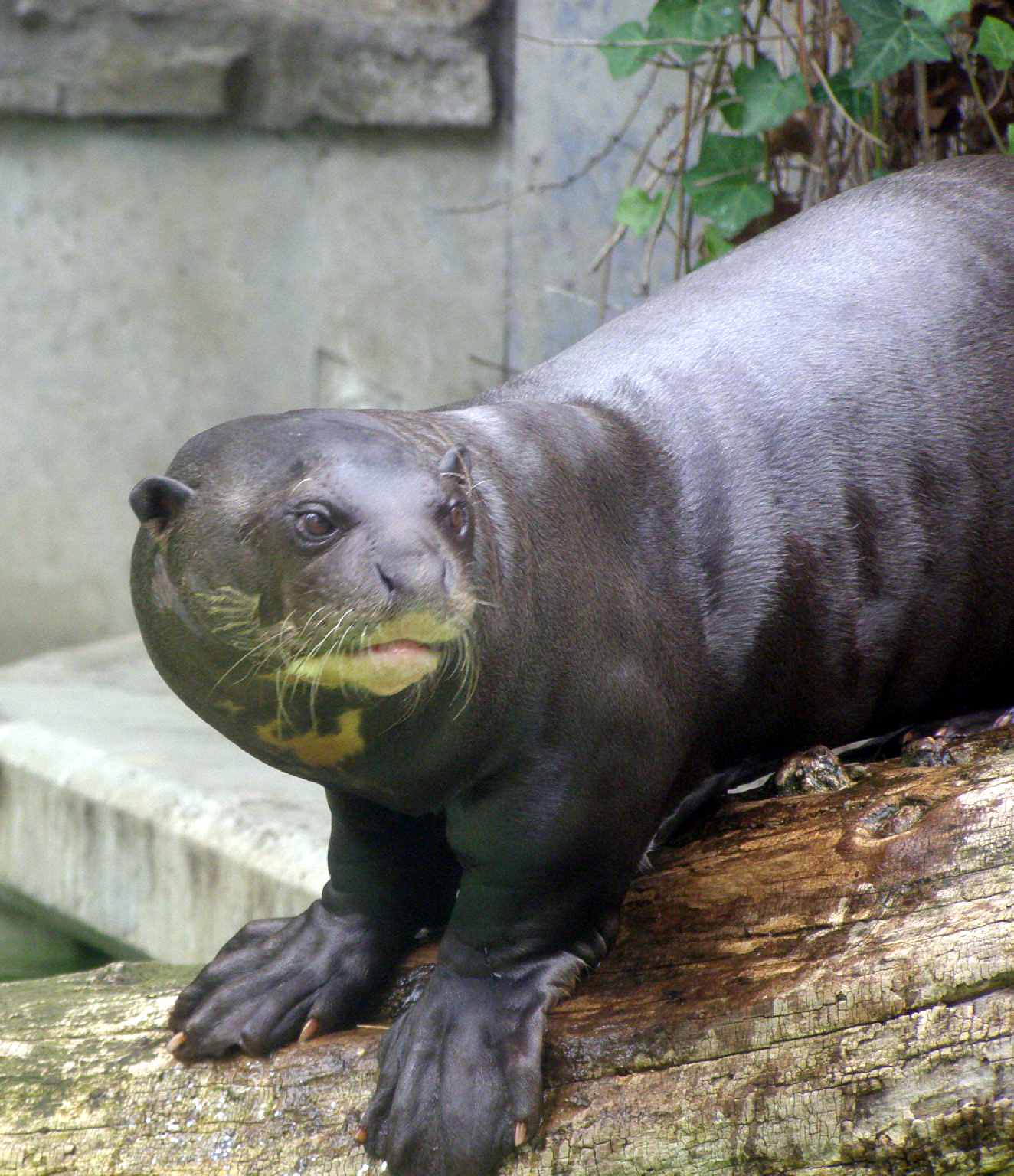
De reuzenotter heeft krachtige zwempoten.

De reuzenotter is een lange, slanke otter met korte, stevige poten en een brede, ronde kop. Aan het einde van de poten zitten grote handen en voeten met vijf vingers of tenen, uitgerust met scherpe klauwen. Tussen de tenen en vingers zitten zwemvliezen, die reiken tot de toppen. De brede, afgeplatte kop heeft kleine ronde oren, die hoog en ver naar achter zijn geplaatst, en dikke snorharen. De snuit is stomp en zeer kort. De donkere ronde ogen bevinden zich hoog aan de voorzijde van het gezicht, en zijn naar voren gericht. De spleetvormige neusgaten kunnen onder water worden gesloten. De neus is volledig begroeid met fijn haar. De nek is lang en stevig, bij sommige volwassen mannetjes even breed als het gezicht. De dikke, gespierde staart is lansvormig, het breedst in het midden. Aan de wortel is de staart rond en gespierd, vanaf het midden tot aan de punt is hij aan de boven- en onderzijde afgeplat. De staartpunt is afgerond. Beide zijden van de staart hebben een duidelijk zichtbare flens. Vlak onder de staart bevinden zich twee anaalklieren, die een muskusachtige afscheiding produceren. Vier mammae bevinden zich laag op de onderbuik, dicht bij elkaar.
De korte, dichte vacht is fluweelbruin van kleur; chocoladebruin tot fluweelzwart als ze nat is. De vacht is voornamelijk opgebouwd uit ongeveer 8 mm lange zachte dekharen.
De haren in de ondervacht zijn schaarser en niet veel korter dan de dekharen. Op de kin, keel en borst bevinden zich room- tot geelwitte vlekken en plekjes, die soms zijn samengegroeid tot een grote bef. Het vlekkenpatroon is zeer variabel en voor ieder individu verschillend. Het is al bij de geboorte aanwezig en verandert niet. Bij onderzoeken naar reuzenotters wordt naar het vlekkenpatroon gekeken om individuen te herkennen.
Bij sommige dieren ontbreekt dit vlekkenpatroon helemaal. Ook de snuit en lippen zijn vaak geelwit of witgevlekt.
De reuzenotter lijkt qua uiterlijk op een grote langstaartotter (Lontra longicaudis), een andere ottersoort die in hetzelfde gebied leeft, maar die soort heeft een ronde in plaats van een platte staart, puntige in plaats van afgeronde oren, een meer afgeplat voorhoofd en de karakteristieke vlekken op de keel ontbreken. De langstaartotter is tevens schuwer, stiller en meer solitair dan de reuzenotter.
De reuzenotter heeft een kop-romplengte van 86,4 tot 150 centimeter, een staartlengte van 33 tot 100 centimeter en een achtervoetlengte van 18 tot 21 cm. Het lichaamsgewicht bedraagt 22 tot 34 kilogram. Mannetjes zijn groter dan vrouwtjes: vrouwtjes wegen 22 tot 26 kilogram, mannetjes 26 tot 34 kilogram. Qua lengte verschillen mannetjes en vrouwtjes echter weinig; de totale lengte (van kop tot staartpunt) van een mannetje is in Suriname meestal tussen 150 tot 180 cm, de totale lengte van een vrouwtje tussen 150 en 170 cm. De reuzenotter is de langste ottersoort en een van de zwaarste. Enkel de zeeotter (Enhydra lutris) kan zwaarder worden.

## Verspreiding en leefgebied
De reuzenotter komt voornamelijk voor in langzaam stromende en visrijke rivieren, beken en hoefijzermeren in het noorden en midden van Zuid-Amerika, vaak in tropische laaglandregenwouden met glooiende, beboste oevers. Hij kan echter in alle types stromen, meren, moerassen, kanalen en lagunes worden aangetroffen, zolang hij maar toegang heeft tot kleine, ondiepe poelen, kreken of moerassen waar hij zijn prooi kan vangen. In mangroves komt hij veel minder voor. Uit een onderzoek in Zuidoost-Peru in 2002 bleek dat de soort in alle riviersystemen van het onderzochte gebied voorkomt, behalve in de sneller stromende rivieren nabij de Andes. Hij lijkt een voorkeur te hebben voor riviertjes met helder, donker water en een zandige of rotsige bodem. Dergelijke riviertjes komen voornamelijk voor in bossen. In open terrein komt de reuzenotter in mindere mate voor.
De reuzenotter komt voor in Colombia, Venezuela, Suriname, de Guyana's, Oost-Ecuador, Peru, Brazilië, Bolivia, Argentinië en Paraguay. Vroeger kwam de soort ook voor in Uruguay, maar daar is hij waarschijnlijk uitgestorven.

## Leefwijze
De reuzenotter is een sociaal dagdier. Vlak na zonsopgang verlaat hij zijn hol, om er vlak voor zonsondergang weer in te gaan om te gaan slapen. De helft van de dag wordt besteed aan jagen, de andere helft aan rusten, vachtverzorgen en patrouilleren. Het is een echt waterdier en een goede zwemmer. Op land beweegt hij zich onhandig voort, met de rug gekromd en de kop laag. Net als andere ottersoorten laat hij zich ook van een oever in het water glijden, met de kop naar voren en de ledematen uitgestrekt. De reuzenotter zwemt over het algemeen met alle vier de poten. Als hij vaart wil maken, bijvoorbeeld tijdens de jacht, stuwt hij zich voort met zijn staart, en stuurt hij met zijn poten. De reuzenotter duikt meestal tot drie meter diep en blijft soms meer dan een minuut onder water. Reuzenotters jagen vaak in groepen op vis terwijl ze samen onder water zwemmen, af en toe naar boven komend om te ademen. Als ze gealarmeerd worden komen alle groepsleden boven en roepen luid.

### Voedsel en jacht

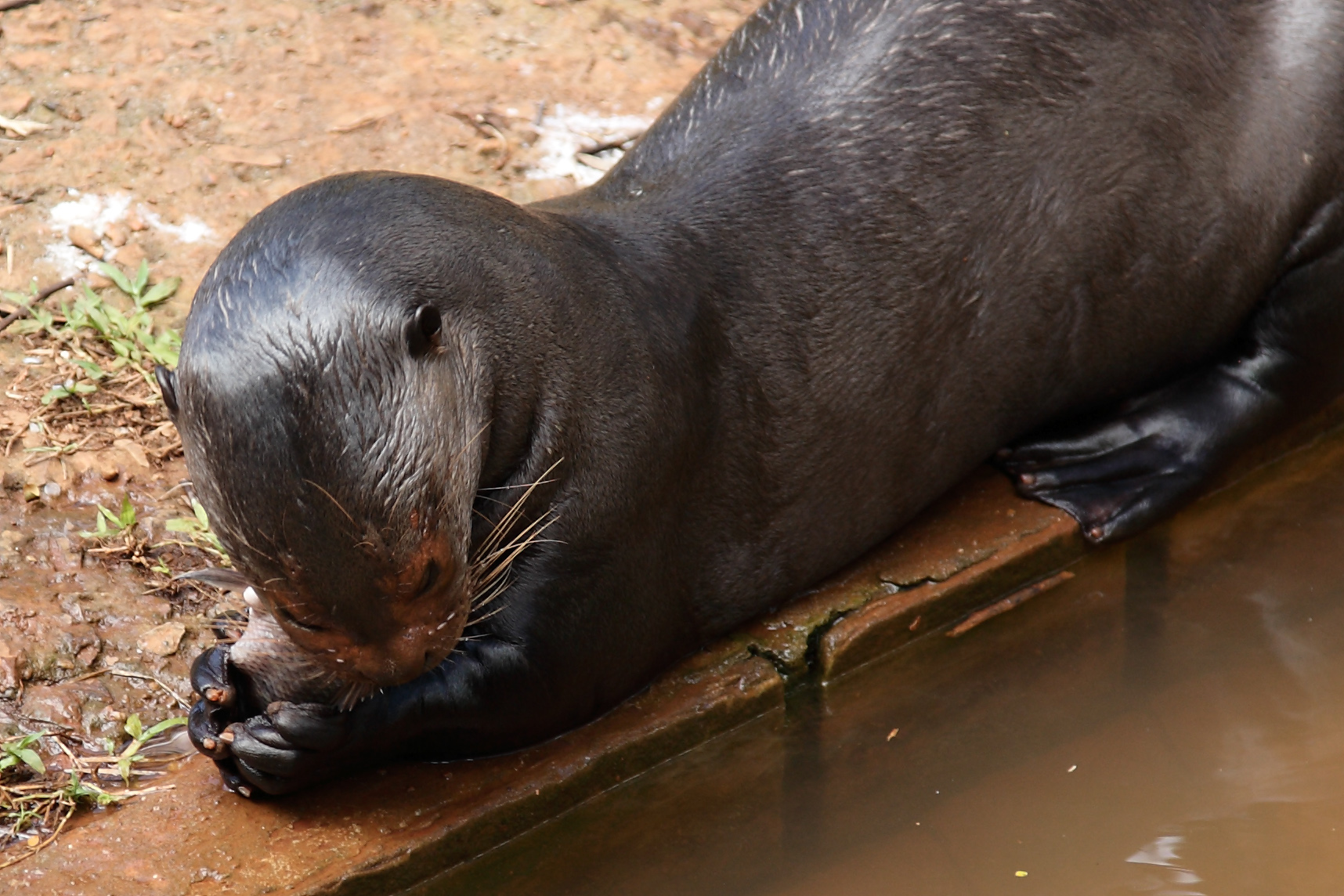
Een reuzenotter eet een buitgemaakte vis.

De reuzenotter jaagt voornamelijk op vissen, en vaak eten ze ook zoetwaterkrabben. Andere waterdieren, als weekdieren, reptielen, amfibieën en kleinere en middelgrote waterzoogdieren en -vogels, worden een enkele keer gegrepen, evenals eieren. Zelfs grotere dieren worden gegrepen, waaronder grotere meervallen, schildpadden als de zwarte moerasschildpad en de Argentijnse slangenhalsschildpad, zwarte kaaimannen van maximaal anderhalve meter en anaconda's en andere slangen (tot drie meter lengte). De meeste prooidieren behoren tot de karperzalmen, de baarsachtigen (o.a. cichliden) en meervallen, en zijn tussen de tien en veertig cm lang. Vooral tragere, bodembewonende vissoorten als forelzalmen van het geslacht Hoplias en kleine meervallen behoren tot zijn prooi. Ander veelgegeten vissen zijn karperzalmen uit het geslacht Schizodon.
Meestal jaagt de reuzenotter alleen, maar soms ook in groepjes, bijvoorbeeld bij grotere prooien. Hij jaagt voornamelijk op zicht. Met de grote ogen en gevoelige snorharen spoort de reuzenotter ook in troebeler water zijn prooi op. De prooi wordt met de bek gevangen. Hij heeft een voorkeur voor jagen in ondiep water, waar de vissen kwetsbaarder zijn. In het regenseizoen, als het water hoger staat, jaagt hij ook op de vissen die zich hoger in het water begeven om daar kuit te schieten. Bij de jacht op deze paaiende vissen kan hij tot in de overstroomde bossen worden aangetroffen. Kleinere prooien (tot tien cm lengte) worden meestal meteen na de vangst op het wateroppervlak opgegeten, grotere en meer tegenstribbelende prooien aan de waterkant of op drijvende boomstammen. Vaak houdt hij de prooi vast met zijn voorpoten tijdens het eten. De kop wordt als eerste gegeten. Naar schatting eet de reuzenotter tussen de 2,8 en 4 kilogram vis per dag. Het delen van voedsel is zeer zelden waargenomen in het wild.

### Sociaal gedrag en communicatie
De reuzenotter leeft over het algemeen in groepjes van vier tot tien dieren, meestal bestaande uit een paartje en hun jongen van de laatste en voorlaatste worpen. Soms worden er groepen waargenomen van rond de twintig dieren, waarbij het waarschijnlijk gaat om twee samengevoegde groepen in een voedselrijk gebied. De groep legt gezamenlijk zo'n 17 km per dag af. Ook solitair levende dieren, transients (passanten) genaamd, komen voor. Deze transients hebben geen eigen territorium, maar trekken door de territoria van andere reuzenotters heen. Het zijn meestal onvolwassen dieren die recent het ouderlijk territorium hebben verlaten, of volwassen dieren die een partner hebben verloren.
De band tussen een paartje is zeer sterk, waarbij de beide dieren zelden van elkaars zijde wijken. Het ouderpaar slaapt altijd in dezelfde kamer, zelfs als er jongen geboren zijn, en ze verzorgen elkaars vacht. Ook de band tussen andere groepsleden is sterk: groepen splitsen zich nooit af, de dieren jagen en reizen gezamenlijk en rusten meestal in elkaars buurt. Reuzenotters van dezelfde groep bevinden zich meestal aan elkaars zijde en bijna altijd in elkaars gezichtsveld of op gehoorafstand van elkaar.
De reuzenotter is een luidruchtige ottersoort, luidruchtiger dan bijvoorbeeld de otters van het geslacht Lutra. De groepsleden communiceren regelmatig met elkaar en houden door middel van geluid onderling contact. Er zijn negen verschillende communicatieve basisgeluiden bekend, die soms ook door elkaar worden gebruikt en zeer variërend kunnen zijn in frequentie, duur en intensiteit. Deze negen zijn:
- Een scherpe Hah! door een geschrokken otter, licht alarmerend. De andere groepsleden worden alerter op gevaar. Ook te horen als een dier het hol ingaat waar de jongen in liggen, vlak voor een otter onder water gaat of als een indringer wordt waargenomen.
- Een snuivend geluid, bij het waarnemen van een mogelijk gevaar (ook boten), sterker alarmerend. De andere otters stoppen met hun bezigheden en verzamelen zich, waarbij de mannetjes bij elkaar staan, en de vrouwtjes en jongen meer naar achteren. Vaak, maar niet altijd, vluchten de dieren weg. Soms ook gehoord bij grote opwinding, bijvoorbeeld tijdens de jacht.
- Een weifelende schreeuw, gehoord als de otter een indringer probeert te intimideren of als er andere, vreemde reuzenotters in het territorium gehoord zijn.
- Een dreigende grom, te horen met lage intensiteit bij de verdediging, die kan oplopen tot een staccato schreeuw, een schreeuw met hogere intensiteit of een lage brommende grom.
- Een brommend geluid, te horen tussen samen optrekkende dieren, is een contactroep, meestal te horen in meer ontspannen situaties.
- Een zacht kirrend geluid, te horen bij dicht contact tussen de dieren die het paartje vormen en tussen ouders en jongen. Te horen bij begroeting en hereniging. Ook kalmerend bedoeld.
- Een fluitend geluid, te horen als twee groepen reuzenotters elkaar tegenkomen, waarschijnlijk bedoeld om aan te geven dat ze geen vijandige bedoelingen hebben (inname van territorium of iets dergelijks). Zelden gehoord, aangezien ontmoetingen tussen twee groepen zeldzaam zijn.
- Gepiep van pasgeboren jongen, enkel in de eerste dagen na de geboorte te horen. De ouders beantwoorden dit met een spinnend geluid.
- Jammerende geluiden, enkel geuit door onvolwassen dieren in situaties van ongemak, bijvoorbeeld honger of pijn. Enkel de ouders reageren op deze geluiden.[8]

Als hij een vreemd of onverwacht geluid hoort, richt de reuzenotter zijn nek op en zoekt hij naar de bron van het geluid. In het water richt hij zich op en hupt op en neer, tot hij de bron heeft gevonden. Als de bron gevaarlijk lijkt, duikt hij recht naar beneden onder water. De mannetjes jagen vreemde reuzenotters en indringers uit het territorium. Onbekende indringers van een territorium worden door hen benaderd en onderzocht, ook potentieel gevaarlijke dieren als kaaimannen. In gebieden waar weinig mensen voorkomen worden ook mensen en boten onderzocht die hun territorium betreden. Dit gedrag verdwijnt in gebieden waar veel mensen voorkomen.

### Het territorium
Het woongebied van een familiegroep is zo'n 12 tot 32 km lang, en beslaat beide oevers van een rivier. Rond meren is het woongebied zo'n 20 km² groot. Deze woongebieden overlappen met die van andere familiegroepjes. Binnen een woongebied bevinden zich territoria van 2 tot 9,6 km langs een rivier of 5 km² meer. Het kan echter veel kleiner zijn, en in geschikte leefgebieden (met hoge concentraties vis en langzaam stromend water) heeft een groep van vijf tot acht dieren genoeg aan een territorium van slechts 105 ha. In de droge tijd, als de jongen worden geboren en opgroeien, zijn de dieren meer gebonden aan een bepaald gedeelte van het territorium, in de buurt van permanent water, maar in de regentijd bewegen ze zich vrijer door hun leefgebied. De dieren markeren en patrouilleren regelmatig in het gebied. Ontmoetingen met andere groepen vinden zelden plaats en onbekende dieren gaan elkaar meestal uit de weg. Gevechten tussen groepen zijn zeldzaam.
De groep verblijft 's nachts in een hol of een burcht in de oever, meestal gelegen onder boomwortels of een omgevallen boom. Een burcht bestaat uit één of twee ovale kamers waar één tot zeven gangen naartoe leiden. De ingangen naar de burcht bevinden zich over het algemeen 0 tot 4,2 m boven het water, maar soms worden ook burchten aangetroffen waarvan de ingang onder water ligt. Ook zijn er soms smalle gangetjes aanwezig die voor verse lucht zorgen. De ondergrondse kamers hebben, volgens onderzoeken in Suriname en Peru, een diameter van 120 tot 180 cm en een hoogte van 43 tot 74 cm. De onderzochte ingangen naar de holen waren 40 tot 60 cm breed en 30 tot 40 cm hoog, en de gangen zijn 30 tot 360 cm lang. Ook hebben sommige holen kleinere luchtgangen. Sommige reuzenotters, als de otters van de Pantanal en de Surinaamse rietmoerassen, slapen ook in bedden van planten, verscholen tussen hoge oevervegetatie. Transients slapen over het algemeen in simpele, ondiepe holen.
Op een aantal plekken langs de oever leggen de groepsleden drie tot acht herkenbare halfronde of rechthoekige kale plaatsen aan, "campsites" ("kampplaatsen") genaamd, die op een regelmatige afstand van elkaar af liggen en door de otters worden vrijgehouden van vegetatie. Op deze plaatsen verzorgen of drogen de dieren hun vacht, rusten ze uit en laten ze hun uitwerpselen achter. Ook bevinden zich hier vaak één of meerdere uitgangen van het ondergrondse hol waarin de dieren slapen. De plek ligt op een schaduwrijke plek (veroorzaakt door omliggende vegetatie), direct aan het water, boven het waterpeil en op een duidelijk herkenbare plaats als een scherpe bocht in de rivier, een strandje of een samenvloeiing van twee riviertjes. Meestal hebben ze vanaf deze plaatsen ook toegang tot andere gebieden, als nabijgelegen moerassen of een klein boskreekje. Tussen de kale plekken en de andere gebieden lopen kleine paadjes. Sommige plekken worden maar één keer gebruikt, terwijl andere plekken al vele jaren bestaan en in de loop der jaren door verscheidene familiegroepen zijn benut. De meeste plekken worden echter regelmatig gebruikt door één familiegroepje, en worden soms bezocht door een solitair levende transient. Een plek kan vrij groot zijn: onderzoek op drie verschillende locaties in Suriname gaf gemiddelde grootten van respectievelijk 55,30m², 85,26m² en 54m². De omvang kan echter sterk variëren: in Zuidoost-Peru varieert de grootte van 0,64m² tot 45,05m². Meestal beginnen de plekken vrij klein, en worden ze later uitgebreid.
De kale plek ruikt ook zeer sterk: als markering worden geursporen uit de anaalklieren verspreid, en in enkele gezamenlijke latrines, meestal gelegen aan de rand van de plek of bij de ingang van het hol, worden de urine en de ontlasting van de otters achtergelaten. Vaak, maar niet altijd, worden de urine en de uitwerpselen gemengd met aarde, waarbij de otter de grond kneedt met de voorpoten en platstampt met de achterpoten. De sterke geur blijft vaak nog enkele weken na het laatste bezoek hangen. Er liggen ook etensresten als schubben en graten bij de latrines.
De reuzenotter verspreidt tevens zijn geur door urine te laten druppelen op een handjevol bladeren, en deze bladeren met zijn voorpoten over zijn lichaam te wrijven. Hierdoor blijft zijn geur niet alleen op de bladeren achter, maar ook over zijn gehele lichaam. Later verspreidt hij deze geur ook over de rest van het territorium en de andere groepsleden door tegen hen en de grond aan te wrijven. Hierdoor ontstaat een gezamenlijke groepsgeur. De functie van deze groepsgeur is vooralsnog onduidelijk. De bedruppelde bladeren worden gebruikt als markering van het territorium.

### Voortplanting en levensverwachting

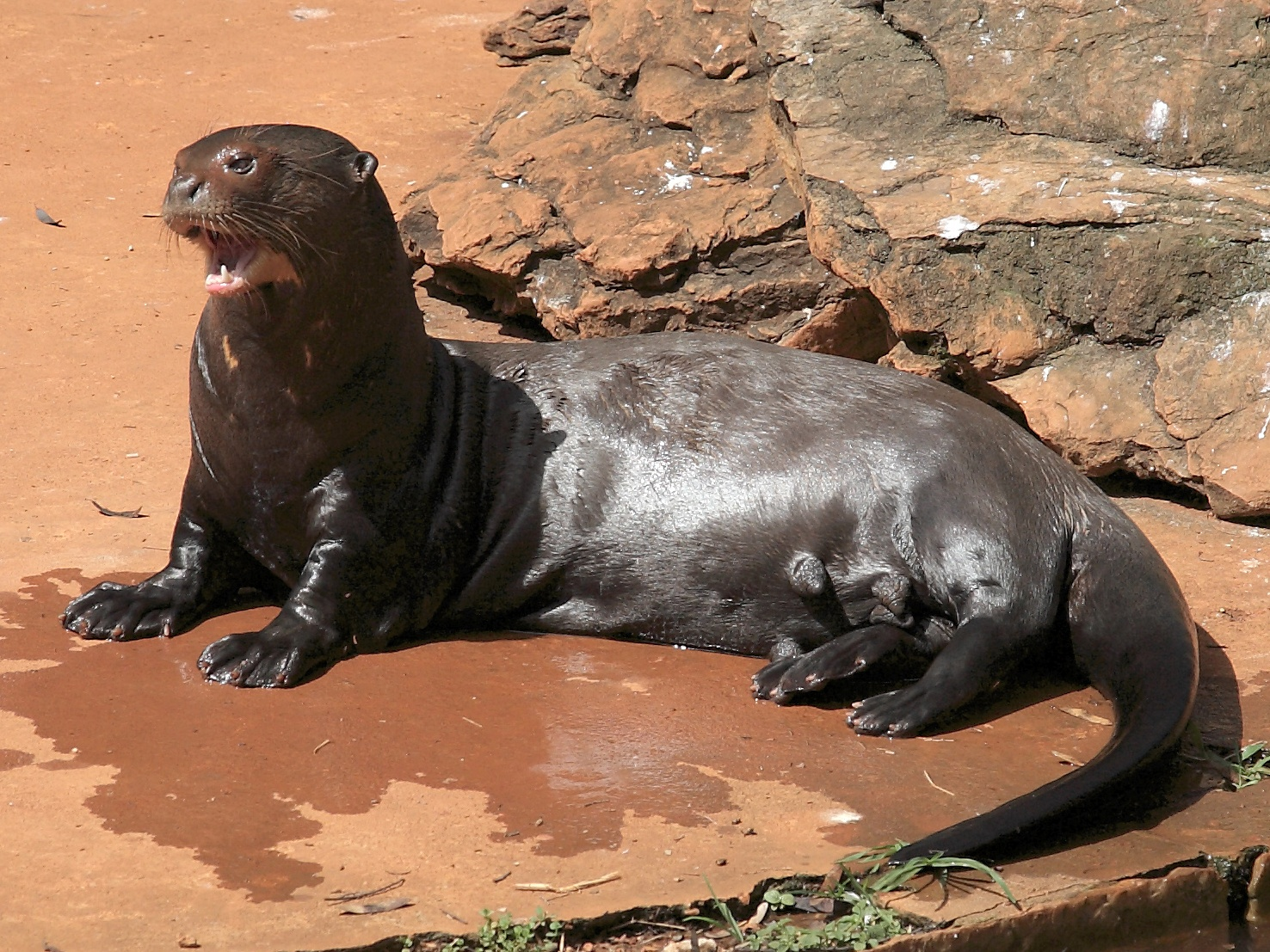
Dit exemplaar is een vrouwtje. Dat is te zien aan de vergrote tepels.

Een vrouwtje krijgt gemiddeld twee jongen per jaar. De nestgrootte varieert hierbij tussen de één en vijf jongen, waarbij nesten met meer dan drie jongen relatief weinig voorkomen. De draagtijd is tussen de 52 en 70 dagen. Jongen worden waarschijnlijk voornamelijk geboren aan het begin van de droge tijd, tussen eind augustus en begin oktober, alhoewel er ook deskundigen zijn die beweren dat de voortplanting van de soort niet seizoensgebonden is. Meestal krijgt een vrouwtje één worp per jaar. Soms wordt er in een jaar een tweede nestje geboren, als de eerste worp verloren is gegaan. De paring vindt plaats in het water.
Bij de geboorte weegt een jong ongeveer tweehonderd gram en is het meer dan dertig centimeter lang. Het is dan blind en behaard. De eerste twee tot drie weken blijven de jongen in het hol waarin zij geboren zijn, behalve als het moederdier ze verplaatst naar een ander hol. Na drie weken leert het moederdier ze zwemmen. Ze worden dan twee of drie keer per dag onder water gehouden. Na een dag of tien 'les' kunnen ze zich drijvende houden. De dieren zijn tijdens de zwemlessen nog blind: na 28 tot 30 dagen gaan de ogen open. Als ze zes weken oud zijn, verlaten ze regelmatig het hol en spelen ze bij de ingang.
Het jong eet na drie à vier maanden voor het eerst vast voedsel, eerst aangeboden door de ouderdieren, maar na iets meer dan twee weken vangt het zelf zijn eerste vis. Ze nemen rond deze tijd meer deel aan groepsactiviteiten als de jacht. De jongen zijn dan op twee derde van hun volwassen lengte, en hebben een lichtere vacht. De jongen worden de gehele tijd in de gaten gehouden door de andere groepsleden. Als de jongen worden aangevallen, worden ze fel verdedigd door hun ouders, die zelfs jaguars kunnen afslaan. Na negen maanden worden ze gespeend en ze zijn op hun volwassen gewicht als ze tien maanden oud zijn. Ze kunnen dan net zo goed jagen als volwassen dieren. Soms verlaten de jongen het territorium tijdelijk als het moederdier een volgende worp krijgt, om na zes tot acht weken weer terug te keren. Jongen die ouder zijn dan een jaar helpen mee met het markeren van het territorium. Ze verlaten de familiegroep na ongeveer twee jaar, als ze geslachtsrijp zijn.
De oudst bekende reuzenotter werd twaalf jaar en tien maanden oud in gevangenschap.

## Vijanden en concurrenten
Er zijn geen roofdieren die voornamelijk op reuzenotters jagen, en in groepen levende reuzenotters zijn relatief veilig. De meeste dieren die omkomen door predatie zijn solitaire of zeer jonge dieren. De belangrijkste natuurlijke vijanden zijn jaguar, poema, anaconda's (waarschijnlijk voornamelijk jonge otters) en kaaimannen als de brilkaaiman en de zwarte kaaiman. Een enkele keer worden echter reuzenotters waargenomen die probleemloos naast brilkaaimannen leven. Bij gevaar is een alarmroep te horen, waarna de dieren het water invluchten. Mogelijk worden reuzenotters ook aangevallen door piranha's, aangezien er verwondingen zijn waargenomen bij reuzenotters die mogelijk door piranha's zijn aangebracht. Andere mogelijke vijanden zijn zoetwaterroggen (Potamotrygon spec.), die een giftige stekel op de staart hebben, en de sidderaal, en ook witlippekari's zouden jonge reuzenotters doden.
Het verspreidingsgebied overlapt grotendeels met dat van de langstaartotter. Alhoewel het beide viseters zijn, zijn de twee waarschijnlijk geen voedselconcurrenten: de langstaartotter eet kleinere vissen en krabben en een grotere variatie aan dieren en jaagt ook gedeeltelijk 's nachts en in de schemering. Ook komt de langstaartotter meer in open wateren, in kleinere riviertjes en in mangroves voor dan de reuzenotter. De luidruchtige reuzenotter zou in open wateren makkelijk worden opgemerkt door roofdieren, maar de stillere langstaartotter kan zich gemakkelijker verbergen. Andere mogelijke voedselconcurrenten zijn grotere vissen, kaaimannen en rivierdolfijnen.

### Bedreiging door de mens

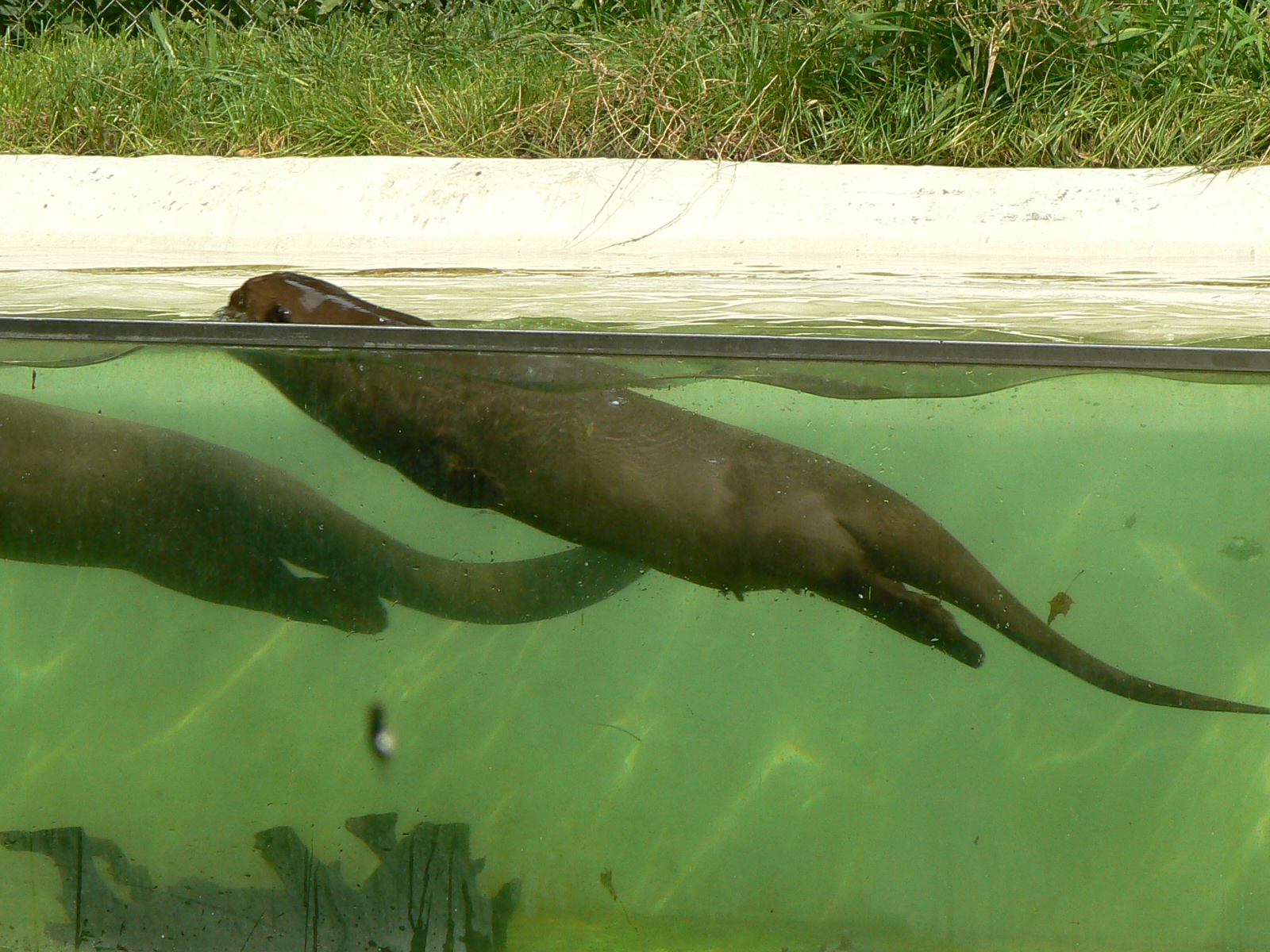
De reuzenotter in de dierentuin van Hamburg.

De reuzenotter wordt niet bejaagd door de Surinaamse indianen en marrons. Kleine aantallen worden wel gedood door de indianen van Colombia en Guyana voor het vlees. Ook worden jonge dieren gevangen en gehouden als huisdier. Deze jacht is echter te kleinschalig om een grote bedreiging te zijn.
De reuzenotter werd vroeger veelvuldig bejaagd voor zijn vacht, die op het hoogtepunt meer dan €1500 waard was. De reuzenotter is een makkelijke prooi voor jagers, omdat hij luidruchtig is, duidelijk zichtbare sporen achterlaat (onder andere in de vorm van de kale campsites), overdag actief is en instinctief indringers en vreemdelingen benadert. Tussen 1960 en 1967 werden alleen al uit Brazilië meer dan veertigduizend huiden geëxporteerd. De meeste van deze pelzen waren bedoeld voor de Europese en Amerikaanse markt. Door de jacht is het aantal reuzenotters zo sterk gedaald dat hij tegenwoordig wordt beschouwd als een bedreigde diersoort. De IUCN schat de totale populatie reuzenotters in het wild op duizend tot vijfduizend exemplaren.
Sinds het begin van de jaren zeventig is de reuzenotter in veel landen officieel beschermd, onder andere door CITES. Controle op handhaving van de wet is echter lastig omdat het verspreidingsgebied van de reuzenotter zeer uitgestrekt en dunbevolkt is. Ook stroperij komt nog voor. Maar door het verbod is de handel gedaald en de prijs gekelderd tot ongeveer €15, waardoor de jacht tegenwoordig niet meer als de belangrijkste bedreiging van de soort wordt gezien.
De belangrijkste bedreiging is tegenwoordig echter de vernietiging van zijn leefgebied door de groeiende bevolking. De aanleg van nederzettingen en stuwdammen zorgt tevens voor vernietiging van geschikt leefgebied. Ook heeft de kap van tropische regenwouden erosie tot gevolg. Door de erosie en overbevissing neemt het aantal prooidieren af, waardoor er minder voedsel voor de reuzenotters overblijft. Ook speelt vergiftiging van vissen en otters met kwik, in het water terechtgekomen door lozingen van goudmijnen, een rol bij de achteruitgang, evenals verstoring door toerisme en mogelijk ook de overdracht van ziekten door huisdieren. Verwacht wordt dat door al deze factoren de populatie over twintig jaar (drie generaties) gehalveerd zal zijn. Reuzenotters komen veelvuldig voor in gebieden waar ze niet verstoord worden, maar ze zijn kwetsbaar in dichtbevolkte gebieden.

## In gevangenschap

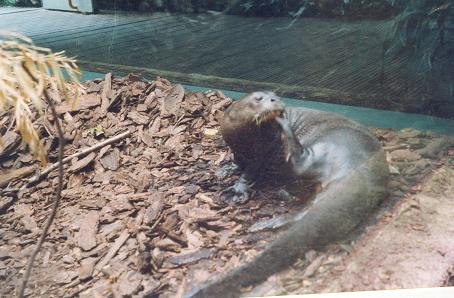
Een reuzenotter in Zoo Dortmund.

Volgens het International Species Information System (ISIS), een systeem dat het dierenbestand van een groot aantal belangrijke dierentuinen bijhoudt, waren er op 25 augustus 2006 wereldwijd zo'n vierentwintig reuzenotters in negen dierentuinen, waarvan zes in Europa. Tot 2015 werd het EEP, het Europese fokprogramma van de soort, bijgehouden door Zoo Dortmund waarna Zoo Schwerin het overnam. Volgens het EEP leven er 6 maart 2015 wereldwijd zo'n honderdveertien reuzenotters in vijfendertig dierentuinen, waarvan zestig in Europa. In de Benelux zijn reuzenotters alleen te vinden in AquaZoo Leeuwarden.

## Lokale namen
Een lokale naam voor de reuzenotter is lobo del rio, "rivierwolf" (in Peru en Ecuador). Andere lokale namen zijn londra (Bolivia), ariranha (Brazilië), perro de agua ("waterhond"), lobo, colón en ariraña (Colombia), arirai (Peru en Ecuador), grote waterhond en watradagoe (Suriname) en ariraí (Guyana).